# 假鞭叶铁线蕨
假鞭叶铁线蕨（学名：Adiantum malesianum）为铁线蕨科铁线蕨属下的一个种。